# Struttura stellare

Spaccato della struttura del Sole:
1. Nucleo
2. Zona radiativa
3. Zona convettiva
4. Fotosfera
5. Cromosfera
6. Corona
7. Macchia solare
8. Granulazione fotosferica
9. Protuberanza ad arco.

Ogni stella ha una propria struttura interna che varia a seconda della massa e dell'età; i modelli attualmente formulati sulla struttura stellare cercano di descrivere abbastanza dettagliatamente la struttura interna dell'astro servendosi della luminosità e del colore consentendo inoltre di predirne con una certa approssimazione l'evoluzione futura.

## Elementi strutturali
L'interno di una stella di sequenza principale si trova in una condizione di equilibrio in cui le forze predominanti, la gravità (che ha un verso orientato in direzione del centro della stella) e l'energia termica della massa del plasma, con verso orientato in direzione della superficie, si controbilanciano perfettamente. Perché questa situazione di stabilità permanga, è necessario che le temperature raggiunte nel nucleo raggiungano o superino i 107 K; la combinazione dell'elevata temperatura e di una pressione altrettanto elevata favoriscono le reazioni di fusione dei nuclei di idrogeno in nuclei elio, che sprigionano un'energia sufficientemente alta da contrastare il collasso cui la stella andrebbe naturalmente incontro. Tale energia è emessa sotto forma di neutrini e fotoni gamma, che, interagendo col plasma circostante, contribuiscono a mantenere elevata la temperatura assieme all'energia termica del nucleo.
L'interno di una stella stabile si trova in uno stadio di equilibrio sia idrostatico sia termico ed è caratterizzato da un gradiente di temperatura che origina un flusso energetico in direzione dell'esterno. La struttura interna di una stella di sequenza principale dipende in primo luogo dalla sua massa, che è all'origine della diversa disposizione delle strutture all'interno del corpo celeste.
La zona radiativa è quella regione all'interno della stella in cui il trasferimento dell'energia per irraggiamento è sufficientemente efficiente per mantenere il flusso energetico. In questa zona il plasma non subisce né perturbazioni né spostamenti di massa; se però il plasma inizia a dare manifestazioni di instabilità e compie movimenti di tipo convettivo, la regione assume le caratteristiche di zona convettiva. Quanto detto si verifica generalmente nelle zone della stella in cui sono localizzati flussi altamente energetici, come nello strato immediatamente superiore al nucleo o in aree con un'opacità superiore allo strato più esterno.

Le strutture interne di differenti tipi di stelle; le curve rappresentano la zona convettiva, le linee spezzate la zona radiativa.

La posizione della zona radiativa e di quella convettiva di una stella di sequenza principale dipende dalla sua classe spettrale e dalla massa. Nelle stelle con una massa diverse volte quella solare la zona convettiva è posta in profondità, adiacente al nucleo, mentre la zona radiativa è posta subito al di sopra della zona convettiva. Nelle stelle meno massicce, come il Sole, le due zone sono invertite, ovvero la zona radiativa è adiacente al nucleo. Le nane rosse con una massa inferiore a 0,4 masse solari presentano solamente una zona convettiva che previene l'accumulo di un nucleo di elio. In gran parte delle stelle la zona convettiva tende a variare nel corso del tempo man mano che la stella procede nella sua evoluzione e viene modificata la sua composizione interna.
La porzione visibile di una stella di sequenza principale è detta fotosfera. In questo strato il plasma della stella diviene trasparente ai fotoni luminosi e permette la propagazione delle radiazioni nello spazio. Sulla fotosfera compaiono delle zone più scure causate dall'attività magnetica dell'astro: si tratta delle macchie stellari, che appaiono scure poiché hanno una temperatura inferiore a quella del resto della fotosfera.

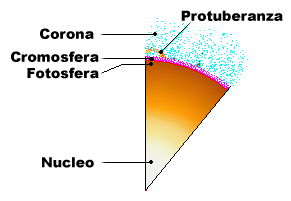
Struttura schematica di una stella.

Al di sopra della fotosfera si staglia l'atmosfera stellare. In una stella di sequenza principale, come il Sole, la parte più bassa dell'atmosfera, detta cromosfera, è una debole regione in cui hanno luogo vari fenomeni come le spicole o i flare, circondata da una zona di transizione, dall'ampiezza di 100 km, in cui la temperatura cresce enormemente. Al di sopra si trova la corona, un volume di plasma ad elevatissima temperatura (oltre il milione di kelvin) che si estende nello spazio per diversi milioni di km. L'esistenza della corona sembra dipendere da una zona convettiva negli strati superficiali della stella. A dispetto dell'altissima temperatura, la corona emette una quantità relativamente piccola di luce e risulta visibile solo durante un'eclissi solare.
Dalla corona si diparte un vento stellare costituito da plasma estremamente rarefatto, che si propaga fino a quando non interagisce col mezzo interstellare. Il vento solare, ad esempio, si estende fino all'eliopausa, formando una regione a forma di bolla nota come eliosfera.

## Produzione e trasporto dell'energia

La catena protone-protone.

Il ciclo CNO.

L'energia termica proveniente dal nucleo è trasportata negli strati superiori in differenti modi, principalmente per mezzo della convezione e dell'irraggiamento, ma anche per conduzione, come nelle nane bianche.
La convezione è la modalità prevalente, in cui la temperatura è abbastanza alta da permettere che una data quantità di gas continui a risalire all'interno della stella se sale in maniera piuttosto lenta secondo dei processi adiabatici. In tal caso, la colonna di gas più calda tende a salire secondo il principio di Archimede e continua la sua ascesa finché si mantiene più calda del gas circostante; quando però esaurisce la sua energia termica e si raffredda, la colonna di gas termina la sua ascesa ed inizia la discesa verso l'iniziale posizione del gas. Nelle zone con un basso gradiente termico ed un'opacità abbastanza bassa da consentire il passaggio delle radiazioni risulta invece favorito il trasporto tramite l'irraggiamento.
Nelle stelle di massa paragonabile al Sole (0,3–1,5 masse solari) la fusione dell'idrogeno avviene essenzialmente tramite la cosiddetta catena protone-protone, che stabilisce un gradiente di temperatura non troppo elevato; perciò l'irraggiamento tende a prevalere nella parte più interna della stella. La parte più esterna è invece decisamente più fredda, tanto che l'idrogeno diviene neutro ed opaco alle radiazioni ultraviolette, permettendo la convezione. Riassumento, le stelle con una massa simile al Sole presentano la zona perinucleare radiativa e subito sopra uno strato convettivo.
Il nucleo delle stelle massicce (con massa superiore a 1,5 masse solari) possiede una temperatura superiore ad 1,8 × 107 K, che fa procedere la fusione dell'idrogeno in elio anziché secondo la catena protone-protone secondo il ciclo del carbonio-azoto-ossigeno (ciclo CNO). In tale catena di reazioni la produzione di energia dipende dalla quindicesima potenza della temperatura, mentre nella catena protone-protone dipende dalla quarta potenza della temperatura. Poiché il ciclo CNO è altamente sensibile alle variazioni termiche, il gradiente di temperatura nella parte più interna dell'astro è abbastanza elevato da rendere il nucleo convettivo. Nella parte più esterna il gradiente termico è nettamente più basso, ma è ancora così elevato da mantenere completamente ionizzato l'idrogeno, che diviene trasparente alle radiazioni ultraviolette, rendendo la zona radiativa.
Le stelle di sequenza principale meno massicce non presentano una zona radiativa, ma il trasporto energetico avviene solamente per convezione. Allo stesso modo le stelle giganti sono completamente convettive.

## Equazioni della struttura stellare

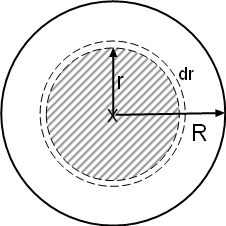
Schema generale dell'interno di una stella.

Lo schema più semplice utilizzato per descrivere la struttura stellare è quello di una simmetria sferica quasi statica che considera la stella in uno stato di equilibrio. Proprie di tale modello sono quattro equazioni differenziali di primo grado: due rappresentano il modo in cui la materia e la pressione variano in base al raggio; le altre due mostrano in che modo temperatura e luminosità varino al variare del raggio.
Nella scrittura delle equazioni della struttura stellare (dando per assunta la simmetria sferica) si considerano la densità della materia {\displaystyle \rho (r)}, la temperatura {\displaystyle T(r)}, la pressione totale (quella della materia + quella della radiazione) {\displaystyle P(r)}, la luminosità {\displaystyle l(r)} e la velocità di produzione dell'energia per unità di massa {\displaystyle \varepsilon (r)} in un guscio sferico di spessore {\displaystyle {\mbox{d}}r} posto ad una distanza {\displaystyle r} dal centro della stella. Si assume inoltre che la stella si trovi in uno stato di equilibrio termodinamico (materia e fotoni si trovano alla medesima temperatura); sebbene non si tratti di un equilibrio statico, poiché la temperatura tende a crescere man mano che si procede verso il centro della stella, tale approssimazione si rivela corretta poiché il cammino libero medio {\displaystyle \lambda } dei fotoni è decisamente inferiore alla distanza alla quale la temperatura varierebbe considerevolmente, come nel caso {\displaystyle \lambda \ll T/|\nabla T|}.
La prima equazione è una spiegazione dell'equilibrio idrostatico: la forza dovuta al gradiente di pressione, diretta verso l'esterno della stella, controbilancia in maniera perfetta la forza di gravità, che è orientata verso il centro della stella, secondo l'equazione:
{\displaystyle {{\mbox{d}}P \over {\mbox{d}}r}=-{Gm\rho  \over r^{2}}}
dove {\displaystyle m(r)} è ma massa cumulativa all'interno del guscio ad una distanza {\displaystyle r} e G è la costante di gravitazione universale. La massa cumulativa cresce con il raggio in conformità all'equazione di continuità della massa:
{\displaystyle {{\mbox{d}}m \over {\mbox{d}}r}=4\pi r^{2}\rho }
L'integrazione dell'equazione di continuità della massa a partire dal centro ({\displaystyle r=0}) verso la superficie della stella ({\displaystyle r=R}) dà come risultato la massa complessiva della stella.
Considerando la quantità di energia che lascia gli strati della sfera si ottiene l'equazione dell'energia:
{\displaystyle {{\mbox{d}}l \over {\mbox{d}}r}=4\pi r^{2}\rho (\varepsilon -\varepsilon _{\nu })}
dove {\displaystyle \varepsilon _{\nu }} è la luminosità liberata sotto forma di neutrini (che normalmente lasciano la stella senza interagire con la materia ordinaria) per unità di massa. Poiché all'esterno del nucleo (dove avviene la produzione di energia tramite reazioni di fusione nucleare) non viene prodotta energia, la luminosità rimane costante.
L'equazione di trasporto dell'energia ha forme diverse in relazione al modo in cui essa è trasportata. Nel caso della conduzione (tipica delle nane bianche) l'equazione ha questa forma:
{\displaystyle {{\mbox{d}}T \over {\mbox{d}}r}=-{1 \over k}{l \over 4\pi r^{2}}}
dove {\displaystyle k} è la conduttività termica.
Se il trasporto avviene per irraggiamento, l'equazione diviene:
{\displaystyle {{\mbox{d}}T \over {\mbox{d}}r}=-{3\kappa \rho l \over 4\pi r^{2}\sigma T^{3}}}
dove {\displaystyle \kappa } è l'opacità della materia e {\displaystyle \sigma } la costante di Stefan-Boltzmann.
Non esiste un'equazione specifica che descriva il trasporto energetico per convezione; un modo per supplire a tale mancanza è dato dalla cosiddetta teoria della lunghezza di mescolanza. Tale teoria considera il gas come se contenesse una discreta quantità di elementi che mantengono in maniera approssimativa la stessa temperatura, densità e pressione del gas circostante ma si spostano al suo interno secondo una lunghezza caratteristica, che prende il nome di lunghezza di mescolanza. L'equazione valevole per un gas ideale monoatomico è:
{\displaystyle {{\mbox{d}}T \over {\mbox{d}}r}=\left(1-{1 \over \gamma }\right){T \over P}{{\mbox{d}}P \over {\mbox{d}}r}}
dove {\displaystyle \gamma ={\frac {c_{p}}{c_{v}}}} è il coefficiente di dilatazione adiabatica, vale a dire la quantità di calore specifico del gas sottoposto ad una determinata pressione (per un gas ideale allo stato di plasma {\displaystyle \gamma ={\frac {5}{3}}}).
Ricoprono una rilevanza non indifferente anche le equazioni di stato (ad esempio la legge dei gas perfetti, la pressione di radiazione ecc.), che combina la pressione ad altre variabili, come temperatura, densità, composizione chimica e così via.

La soluzione di tali equazioni, combinate con una serie di condizioni al contorno, consente di descrivere il comportamento di una stella. Le tipiche condizioni al contorno stabiliscono i valori dei parametri osservabili in maniera appropriata alla superficie ({\displaystyle r=R}) ed al centro ({\displaystyle r=0}) della stella: {\displaystyle P(R)=0} significa che la pressione superficiale è uguale a zero; {\displaystyle m(0)=0} significa che non vi è massa nel centro della stella, come richiesto nel caso in cui la massa rimanga finite; {\displaystyle m(R)=M} significa che la massa complessiva della stella è la massa stellare; {\displaystyle T(R)=T_{eff}} significa che la temperatura alla superficie è la temperatura effettiva della stella.
Sebbene al giorno d'oggi i modelli sull'evoluzione stellare descrivano le caratteristiche principali dei diagrammi colore-magnitudine, è necessario fare passi avanti in modo da dissipare le incertezze collegate alla conoscenza dei fenomeni di trasporto energetico. La sfida più difficoltosa permane comunque la trasposizione numerica dei fenomeni di turbolenza; alcuni gruppi di ricerca si occupano attualmente di sviluppare modelli semplificati delle turbolenze tramite calcoli computerizzati in tre dimensioni.